# Stara Subocka
Stara Subocka is een plaats in de gemeente Novska in de Kroatische provincie Sisak-Moslavina. De plaats telt 597 inwoners (2001).